# María José Salgueiro
Pour les articles homonymes, voir Salgueiro.
María José Salgueiro Cortiñas, née le 23 juin 1956 à Viveiro, est une femme politique espagnole membre du Parti populaire (PP).
Elle est déléguée du gouvernement en Castille-et-León entre juillet 2015 et juin 2018.

## Biographie

### Vie privée
María José Salgueiro nait le 23 juin 1956 à Viveiro,. Elle est mariée et mère d'une fille.

### Formation et vie professionnelle
Étudiante de l'Université de Saint-Jacques-de-Compostelle, elle est titulaire d'une licence en droit. Elle est fonctionnaire du corps technique supérieur de l'administration. Elle est professeure associée en droit du travail à la faculté de droit de l'université de Valladolid.

### Membre de l'exécutif régional
Après avoir été avocate au fonds de garantie salariale du ministère du Travail et de la Sécurité sociale ainsi que cheffe de service auprès du vice-conseiller au Travail de la Junte de Castille-et-León, elle est nommée conseillère à la Présidence et à l'Administration territoriale par Juan Vicente Herrera en 2003.

### Déléguée du gouvernement
Le 25 juillet 2015, elle est nommée déléguée du gouvernement en Castille-et-León par le président du gouvernement Mariano Rajoy et remplace Jorge Llorente Cachorro, sous-délégué du gouvernement à Valladolid, qui exerçait l'intérim depuis le départ de Juan Carlos Suárez-Quiñones y Fernández, nommé au gouvernement régional.